# Laringotomía
Laringotomía (de idruges laringe y temno yo corto), operación quirúrgica que consiste en hacer una abertura artificial en la laringe para extraer algún cuerpo extraño o para restablecer la comunicación interceptada entre el pulmón y el aire exterior. 
Esta operación no se hace en la cirugía veterinaria y se prefiere generalmente la traqueotomía.